# 春の調べ
『春の調べ』（英語：Ecstasy、チェコ語：Extáze、ドイツ語：Ekstase）は、1933年にチェコスロバキアの監督グスタフ・マハティが監督した映画作品。
ヘディ・ラマーがヘディ・キースラー名義で出演したことでも知られる。
この映画には 全裸で泳ぐ場面 があったため、当時は議論を巻き起こした。
この映画は、非ポルノ映画において、初めて肉体関係を描いた作品であるが、俳優の顔以外のところは見えていない。
また、映画史上初女性のオーガズムを描いた作品としても知られている。

## あらすじ

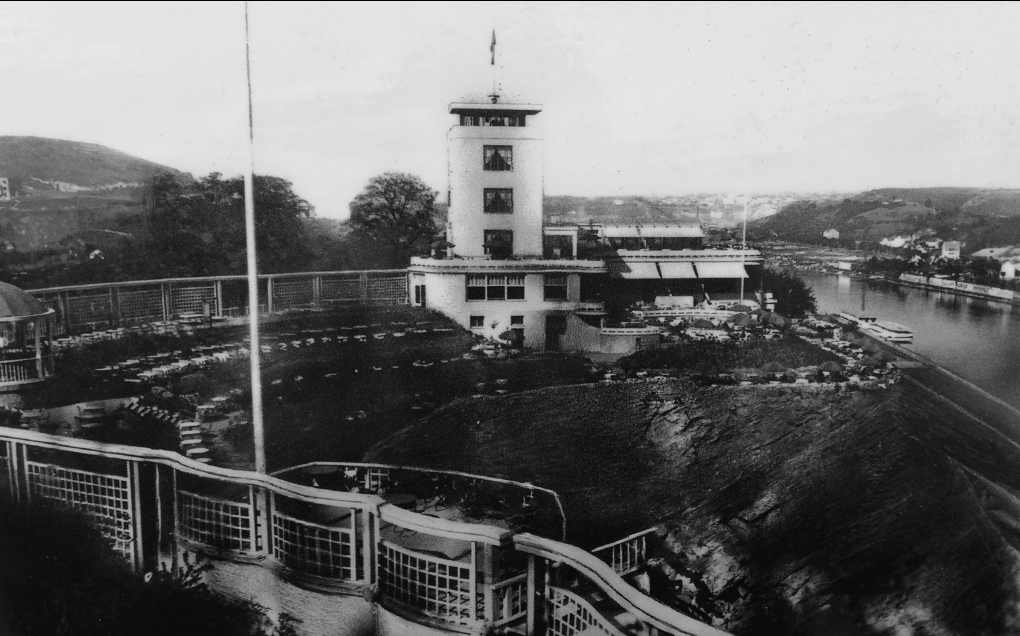
ダンスシーンが撮影されたチェコ・プラハのバランドフ・テラス（1940年以前）

## キャスト
- ヘディ・キースラー
- スボニミール・ロゴス
- レオポルド・クラマー